# Phillip Reed
Phillip Reed, nome d'arte di Milton LeRoy (New York, 25 marzo 1908 – Los Angeles, 7 dicembre 1996), è stato un attore statunitense.

## Filmografia parziale

### Cinema
- College Coach, regia di William A. Wellman (1933)
- La casa della 56ª strada (The House on 56th Street), regia di Robert Florey (1933)
- Female, regia di Michael Curtiz (1933)
- Le armi di Eva (Fashions of 1934), regia di William Dieterle (1934)
- Jimmy il gentiluomo (Jimmy the Gent), regia di Michael Curtiz (1934)
- L'ultima carta (Gambling Lady), regia di Archie Mayo (1934)
- Scandalo (Glamour), regia di William Wyler (1934)
- Il re dei pellirosse (The Last of the Mohicans), regia di George B. Seitz (1936)
- Annie del Klondike (Klondike Annie), regia di Raoul Walsh (1936)
- Gioia di vivere (Merrily We Live), regia di Norman Z. McLeod (1938)
- Aloma dei mari del sud (Aloma of the South Seas), regia di Alfred Santell (1941)
- L'amica (Old Acquaintance), regia di Vincent Sherman (1943)
- Tutta la città ne sparla (Rendezvous with Annie), regia di Allan Dwan (1946)
- Scheherazade (Song of Scheherazade), regia di Walter Reisch (1947)
- Il canto dell'uomo ombra (Song of the Thin Man), regia di Edward Buzzell (1947)
- I pirati di Monterey (Pirates of Monterey), regia di Alfred L. Werker (1947)
- Squadra mobile 61 (Bodyguard), regia di Richard Fleischer (1948)
- L'isola sconosciuta (Unknown Island), regia di Jack Bernhard (1948)
- La traccia del serpente (Manhandled), regia di Lewis R. Foster (1949)
- Rocce rosse (Davy Crockett, Indian Scout), regia di Lew Landers (1950)
- I conquistatori della Sirte (Tripoli), regia di Will Price (1950)
- La figlia di Zorro (The Bandit Queen), regia di William Berke (1950)
- Sposata ieri (Jeunes mariés), regia di Gilles Grangier (1953)
- Portami in città (Take Me to Town), regia di Douglas Sirk (1953)
- L'altalena di velluto rosso (The Girl in the Red Velvet Swing), regia di Richard Fleischer (1955)
- Il vestito strappato (The Tattered Dress), regia di Jack Arnold (1957)
- Avventura in oriente (Harum Scarum), regia di Gene Nelson (1965)

### Televisione
- Screen Directors Playhouse – serie TV, episodio 1x13 (1955)
- Alfred Hitchcock presenta (Alfred Hitchcock Presents) – serie TV, episodi 1x14-1x19 (1956)
- General Electric Theater – serie TV, episodio 5x17 (1957)
- Hawaiian Eye – serie TV, episodio 3x28 (1962)
- L'ora di Hitchcock (The Alfred Hitchcock Hour) – serie TV, episodio 1x14 (1962)
- La legge di Burke (Burke's Law) – serie TV, episodio 1x10 (1963)

## Doppiatori italiani
- Sergio Graziani in I conquistatori della Sirte
- Manlio Busoni in L'altalena di velluto rosso
- Giorgio Capecchi in Avventura in oriente